# USS Alabama (BB-60)
USS Alabama (BB-60) là một thiết giáp hạm thuộc lớp South Dakota của Hải quân Hoa Kỳ, là chiếc tàu chiến thứ sáu của hải quân Mỹ mang cái tên này, nhưng chỉ là chiếc thứ ba được đưa ra hoạt động. Alabama được đưa vào hoạt động năm 1942 và phục vụ trong Chiến tranh Thế giới thứ hai tại các mặt trận Tây Âu và Thái Bình Dương. Nó được cho ngưng hoạt động vào năm 1947 để đưa về lực lượng dự bị. Nó được cho nghỉ hưu vào năm 1962, và đến năm 1964, Alabama được đưa về vịnh Mobile và bắt đầu hoạt động như một tàu bảo tàng một năm sau đó. Con tàu được công nhận là Địa điểm lịch sử quốc gia vào năm 1986.

## Thiết kế và chế tạo
Alabama được đặt lườn vào ngày 1 tháng 2 năm 1940 tại xưởng hải quân Norfolk, được hạ thủy vào ngày 16 tháng 2 năm 1942, được đỡ đầu bởi Bà Henrietta McCormick Hill, phu nhân Thượng nghị sĩ tiểu bang Alabama J. Lister Hill. Buổi lễ hạ thủy được diễn ra dưới sự có mặt của Bộ trưởng Hải quân Frank Knox. Alabama được đưa vào hoạt động ngày 16 tháng 8 năm 1942 dưới quyền chỉ huy của Thuyền trưởng, Đại tá Hải quân George B. Wilson.

## Lịch sử hoạt động

### Thế Chiến II

#### 1943
Sau khi hoàn tất việc trang bị, Alabama thực hiện chuyến đi chạy thử máy tại vịnh Chesapeake vào ngày 11 tháng 11 năm 1942. Đầu năm 1943, chiếc thiết giáp hạm mới hướng lên phía Bắc để hoạt động huấn luyện tại khu vực ngoài khơi vịnh Casco, Maine. Nó quay về vịnh Chesapeake vào ngày 11 tháng 1 hoàn tất công việc thử máy và huấn luyện. Sau một thời gian tiếp liệu tại Norfolk, Alabama được phân về Đội Đặc nhiệm 22.2 và quay về vịnh Casco thực hiện các cuộc thực tập chiến thuật vào ngày 13 tháng 2 năm 1943.

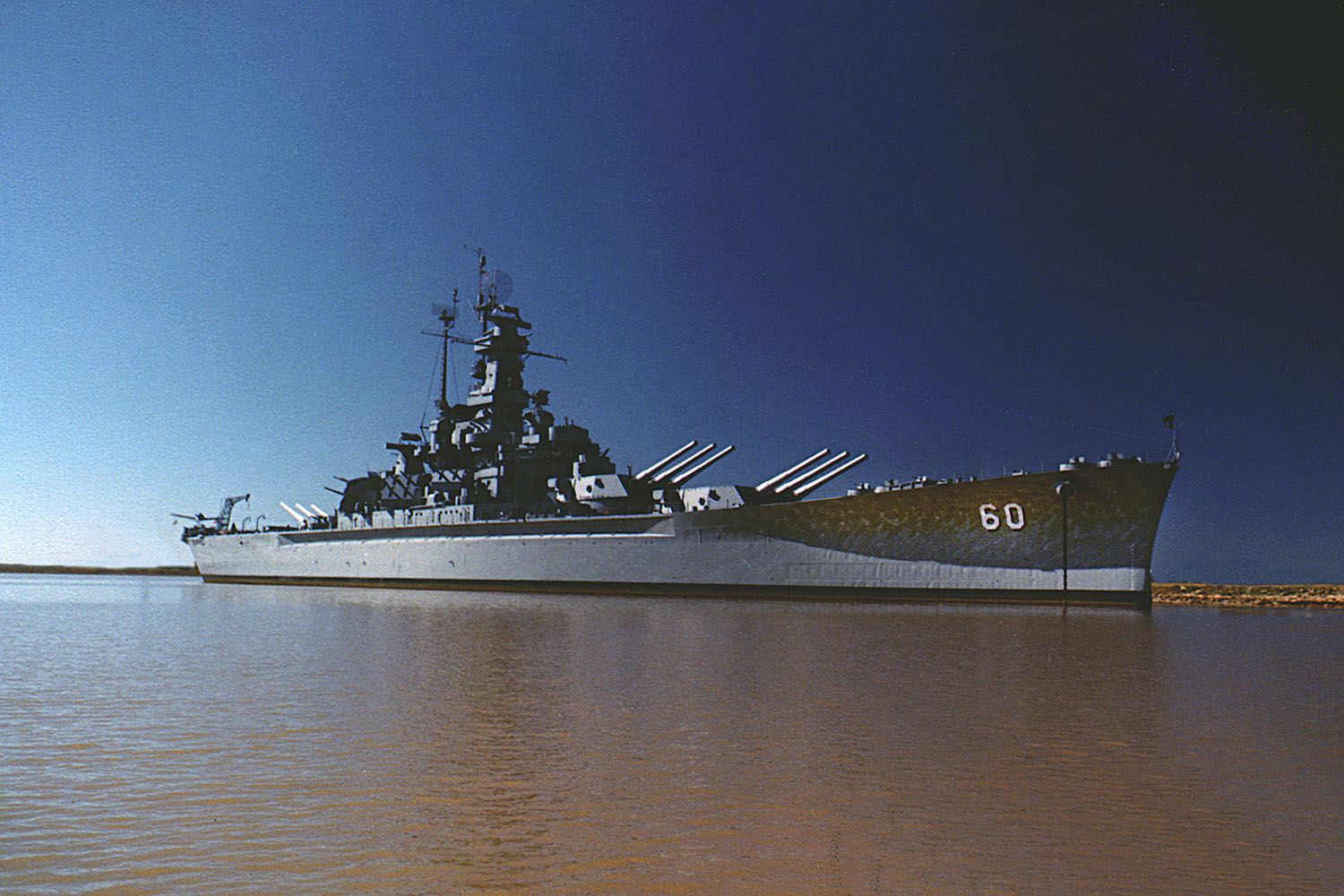
Alabama như một tàu bảo tàng tại vịnh Mobile, Alabama, 1985.

Với sự điều động một lực lượng lớn các tàu chiến chủ lực đến khu vực Địa Trung Hải nhằm chuẩn bị cho cuộc đổ bộ lên Sicilia, Hải quân Hoàng gia Anh thiếu hụt các tàu chiến hạng nặng cần thiết để bảo vệ các con đường vận tải phía Bắc. Sự yêu cầu trợ giúp từ phía Anh đã đưa đến việc tạm thời điều động các thiết giáp hạm Alabama và South Dakota đến Hạm đội Nhà Anh Quốc.
Ngày 2 tháng 4 năm 1943, Alabama, trong thành phần của Lực lượng Đặc nhiệm 22, khởi hành đi quần đảo Orkney cùng với chiếc tàu chị em với nó cùng các tàu khu trục hộ tống. Đi ngang qua Little Placentia Sound và căn cứ hải quân Argentia, Newfoundland, chiếc thiết giáp hạm đi đến Scapa Flow ngày 19 tháng 5 và được bố trí hoạt động cùng Lực lượng Đặc nhiệm 61 và trở thành một đơn vị của Hạm đội Nhà Anh Quốc. Không lâu sau đó, nó bắt đầu một giai đoạn huấn luyện chiến thuật khẩn trương nhằm phối hợp hoạt động.
Vào đầu tháng 6, Alabama và con tàu chị em của nó cùng với Hạm đội Nhà Anh Quốc đã hỗ trợ cho việc tăng cường lực lượng trú đóng trên đảo Spitsbergen, che chở sườn phía Bắc của con đường vận chuyển đến Nga, nhằm đưa các con tàu vượt qua Vòng Cực. Không lâu sau khi quay về Scapa Flow, con tàu đã được Đô đốc Harold R. Stark, Tư lệnh Lực lượng Hải quân Hoa Kỳ tại châu Âu, đến thị sát.
Không lâu sau đó, vào tháng 7, Alabama tham gia chiến dịch Governor, một đòn nghi binh phân tán nhắm vào phía Nam Na Uy nhằm thu hút sự chú ý của quân Đức khỏi hướng hoạt động chủ yếu của Đồng Minh nhắm vào Sicilia. Chiến dịch này còn nhằm mục đích nhữ chiếc thiết giáp hạm Đức Tirpitz ra khỏi căn cứ của nó, nhưng người Đức đã không đối đầu với thách thức này, và chiếc tàu chiến đối phương vẫn ở lại Na Uy.
Alabama được tách khỏi Hạm đội Nhà Anh Quốc vào ngày 1 tháng 8 năm 1943, và hợp với chiếc South Dakota cùng các tàu khu trục hộ tống quay trở về Norfolk, và đến nơi ngày 9 tháng 8. Trong mười ngày tiếp theo sau, Alabama tiến hành đại tu và sửa chữa. Sau khi công việc này hoàn tất, chiếc thiết giáp hạm rời Norfolk ngày 20 tháng 8 tiến sang Thái Bình Dương. Nó đi qua kênh đào Panama năm ngày sau đó, và cuối cùng nó buông neo tại cảng Havannah ở Efate thuộc quần đảo New Hebride vào ngày 14 tháng 9.
Sau một giai đoạn huấn luyện và tập trận cùng lực lượng đặc nhiệm tàu sân bay nhanh kéo dài một tháng rưỡi, chiếc thiết giáp hạm di chuyển đến Fiji vào ngày 7 tháng 11. Alabama khởi hành vào ngày 11 tháng 11 để tham gia chiến dịch Galvanic, cuộc tấn công đổ bộ lên quần đảo Gilbert vẫn còn do quân Nhật chiếm đóng. Nó yểm trợ cho các tàu sân bay nhanh khi chúng tung ra các đợt tấn công xuống các đảo san hô Jaluit và Mille thuộc quần đảo Marshall để vô hiệu hóa các sân bay Nhật Bản tại đây. Alabama hỗ trợ cho cuộc đổ bộ lên Tarawa vào ngày 20 tháng 11, rồi sau đó tham gia vào hoạt động bình ổn tình hình tại Betio và Makin. Trong đêm 26 tháng 11, hai lần Alabama đã nổ súng nhắm đẩy lui các máy bay đối phương đang tìm cách xâm nhập đội hình của nó.
Vào ngày 8 tháng 12, Alabama cùng năm chiếc thiết giáp hạm nhanh khác thực hiện đợt nả pháo đầu tiên được thực hiện bởi loại tàu chiến này tại Thái Bình Dương. Các khẩu pháo hạng nặng của Alabama đã nả 535 quả đạn vào các vị trí kiên cố của đối phương trên đảo Nauru, một trung tâm sản xuất phosphate của Nhật Bản, gây thiệt hại nặng nề cho các cơ sở trên bờ tại đây. Nó cũng đi kèm theo để hộ tống chiếc tàu khu trục Boyd, sau khi chiếc này trúng phải một quả đạn pháo phòng thủ duyên hải của quân Nhật tại Nauru, và chuyển lên tàu ba người bị thương để cứu chữa. Sau đó nó hộ tống các tàu sân bay Bunker Hill và Monterey quay trở về Efate, và đến nơi vào ngày 12 tháng 12.

#### 1944
Alabama rời New Hebrides hướng về Trân Châu Cảng vào ngày 5 tháng 1 năm 1944, và đến nơi ngày 12 tháng 1, rồi vào ụ tàu tại xưởng hải quân Trân Châu Cảng. Trong giai đoạn ngắn bảo trì thường xuyên tại đây, nó cũng được thay thế chân vịt mạn trái phía ngoài; và sau khi hoàn tất Alabama lại lên đường quay trở lại hoạt động tại khu vực chiến sự Thái Bình Dương.
Alabama đi đến Funafuti thuộc quần đảo Ellice vào ngày 21 tháng 1 năm 1944 và tái gia nhập hạm đội tại đây. Được phân về Đội Đặc nhiệm 58.2, vốn được hình thành chung quanh chiếc tàu sân bay Essex, Alabama rời quần đảo Ellice ngày 25 tháng 1 thực hiện chiến dịch Flintlock, cuộc tấn công đổ bộ lên quần đảo Marshall. Alabama, South Dakota và North Carolina đã tiến hành bắn ph́a Roi vào ngày 29 và Namur trong ngày 30 tháng 1; riêng Alabama đã bắn 330 quả đạn pháo 406 mm (16 inch) và 1.562 quả 127 mm (5 inch) vào các mục tiêu của quân Nhật, phá hủy máy bay và các cơ sở sân bay, căn cứ, doanh trại và các khẩu đội pháo. Trong những ngày tiếp theo sau của chiến dịch, Alabama tuần tra khu vực phía Bắc đảo san hô Kwajalein. Vào ngày 12 tháng 2, Alabama khởi hành cùng đội đặc nhiệm của chiếc Bunker Hill để tung ra các đợt tấn công vào các căn cứ, máy bay và tàu bè Nhật Truk. Các cuộc không kích được thực hiện trong các ngày 16 và 17 tháng 2 đã gây thiệt hại nặng cho tàu bè đối phương đang tập trung tại căn cứ thuộc hòn đảo này.
Rời Truk, Alabama lên đường hướng về phía quần đảo Mariana hỗ trợ các cuộc tấn công lên Tinian, Saipan và Guam. Trong đợt hoạt động này, trong khi đang chiến đấu đẩy lùi các đợt không kích của đối phương trong ngày 21 tháng 2, khẩu đội pháo 127 mm (5 inch) Số 9 đã vô tình bắn trúng khẩu đội Số 5, khiến năm người thiệt mạng và mười một người bị thương trong tai nạn này.
Sau khi các cuộc tấn công kết thúc vào ngày 22 tháng 2, Alabama tiến hành cuộc càn quét truy tìm những tàu bè đối phương còn sót lại tại khu vực Tây Nam Saipan, rồi sau đó quay trở về Majuro vào ngày 26 tháng 2 năm 1944. Tại đây nó phục vụ tạm thời như là soái hạm của Phó Đô đốc Marc Mitscher, Tư lệnh Lực lượng đặc nhiệm 58, từ ngày 3 đến ngày 8 tháng 3.
Nhiệm vụ tiếp theo của Alabama là hộ tống các tàu sân bay nhanh khi chúng tung ra các cuộc không kích vào các vị trí của quân Nhật trên các đảo Palau, Yap, Ulithi và Woleai thuộc quần đảo Caroline. Nó khởi hành từ Majuro vào ngày 22 tháng 3 cùng lực lượng đặc nhiệm 58 để hộ tống chiếc Yorktown. Trong đêm 29 tháng 3, có khoảng sáu máy bay đối phương tiến đến gần Đội đặc nhiệm 58.3, nơi Alabama hoạt động, và bốn chiếc đã tách ra để tấn công để tấn công các tàu chiến kề cận chiếc thiết giáp hạm. Tự thân Alabama đã bắn rơi một chiếc và giúp vào phá hủy một chiếc khác.
Vào ngày 30 tháng 3, máy bay của Lực lượng Đặc nhiệm 58 bắt đầu ném bom các sân bay, tàu bè, căn cứ và các cơ sở hậu cần hạm đội Nhật trên các đảo Palau, Yap, Ulithi và Woleai. Trong ngày đó, Alabama lại tung ra hỏa lực phòng không mỗi khi máy bay đối phương xuất hiện. Lúc 20 giờ 44 phút, một máy bay đơn độc lại xuất hiện bên trên Đội Đặc nhiệm 58.3, nhưng Alabama và các tàu chiếc khác đã đánh đuổi nó trước khi nó có thể gây ra thiệt hại gì.
Chiếc thiết giáp hạm quay trở lại Majuro một thời gian ngắn trước khi lại khởi hành vào ngày 13 tháng 4 cùng Lực lượng Đặc nhiệm 58, lần này là để hộ tống chiếc tàu sân bay kỳ cựu Enterprise. Trong ba tuần lễ tiếp theo sau, Lực lượng Đặc nhiệm 58 tấn công các mục tiêu đối phương tại Hollandia (ngày nay là Jayapura), Wakde, Sawar và Sarmi dọc theo bờ biển New Guinea; hỗ trợ cho việc đổ bộ Lục quân lên Aitape, vịnh Tanahmerah và vịnh Humboldt Bay; và thực hiện các đợt không kích khác nhắm vào Truk.
Như một phần của sự chuẩn bị cho cuộc tấn công lên quần đảo Mariana, Alabama cùng với năm thiết giáp hạm nhanh khác tiến hành bắn phá hòn đảo lớn Ponape thuộc quần đảo Caroline, nơi có sân bay và căn cứ hải quân lớn của quân Nhật. Như Thuyền trưởng của chiếc Alabama, Đại tá Hải quân Fred T. Kirtland ghi nhận, cuộc nã pháo kéo dài 70 phút được thực hiện "một cách nhàn nhã". Sau đó Alabama quay về Majuro vào ngày 4 tháng 5 năm 1944 để chuẩn bị cho cuộc tấn công lên quần đảo Marianas.
Sau khi trải qua một tháng tái trang bị và thực tập, Alabama lại lên đường cùng Lực lượng Đặc nhiệm 58 tham gia Chiến dịch Forager. Vào ngày 12 tháng 6, chiếc thiết giáp hạm hộ tống các tàu sân bay tấn công Saipan. Ngày 13 tháng 6, nó trực tiếp bắn phá chuẩn bị xuống bờ biển phía Tây Saipan kéo dài sáu giờ nhằm phá hủy hệ thống phòng thủ tại đây đồng thời hỗ trợ cho các hoạt động quét mìn. Thủy phi cơ trinh sát của nó báo cáo về tác động hủy diệt nặng nề và đám cháy mà các loạt pháo hạng nặng của chiếc thiết giáp hạm đã gây ra cho thị trấn Garapan. Cho dù cuộc bắn pháo xem có vẽ ngoạn mục, kết quả cuối cùng lại được xem như là một thất bại do không được huấn luyện chuyên sâu đầy đủ và không có kinh nghiệm đòi hỏi để có thể thực hiện th̀anh công việc bắn pháo vào đất liền. Các cuộc tấn công này vẫn tiếp diễn khi lực lượng Mỹ đổ bộ lên Saipan vào ngày 15 tháng 6.
Vào ngày 19 tháng 6, trong trận chiến biển Philippines, Alabama hoạt động cùng Đội Đặc nhiệm 58.7, và đã đưa ra lời cảnh báo sớm đầu tiên về cuộc không kích Nhật Bản đang tiến đến gần cho Lực lượng Đặc nhiệm 58 khi nó báo cáo đã phát hiện trên màn hình radar một lực lượng máy bay lớn ở khoảng cách 227 km (141 dặm) lúc 10 giờ 06 phút. Trả lời cho Tư lệnh Lực lượng Đặc nhiệm 58, Phó Đô đốc Marc A. Mitscher, về yêu cầu thẩm tra lại báo cáo này, thiết giáp hạm Iowa đã xác nhận báo cáo của Alabama. Bắt đầu từ 10 giờ 46 phút và kéo dài đến năm giờ, máy bay Nhật Bản liên tục không kích nhắm vào lực lượng các tàu sân bay nhanh của Đô đốc Mitscher, với tổng cộng là bảy đợt. Ba đợt trong số đó nhắm vào Đội đặc nhiệm 58.7, và Alabama đã nổ súng trong hai đợt.
Trong đợt tấn công đầu tiên, chỉ có hai máy bay Nhật xoay xở xâm nhập qua được đội hình phòng thủ để tấn công thiết giáp hạm South Dakota, nhưng chiếc tàu chiến lại trúng một quả bom làm thiệt mạng một sĩ quan và 20 thủy thủ cùng làm bị thương 23 người khác. Một đợt tấn công thứ hai tiếp nối một giờ sau đó, chủ yếu là các máy bay ném ngư lôi, nhưng hàng rào hỏa lực của Alabama đã đánh đuổi được hai máy bay đối phương tìm cách phóng ngư lôi tấn công vào South Dakota lúc đó đang bị hư hại. Việc tập trung căng thẳng vào những chiếc máy bay ném ngư lôi đang đến gần đã khiến cho một máy bay ném bom bổ nhào đối phương lẻn vào mà gần như không phát hiện, và nó đã xoay xở ném bom nhắm vào Alabama; tuy nhiên hai trái bom nhỏ chỉ suýt trúng đích và không gây thiệt hại nào.
Kết quả cuối cùng của trận chiến mà phi công Mỹ thường ví von là "Cuộc săn vịt trời Marianas vĩ đại" đã gây thiệt hại nặng nề cho không lực của Hải quân Nhật; và Alabama cùng Iowa đã góp công vào chiến thắng này, khi được Tư lệnh Đội Đặc nhiệm 58.7, Phó Đô đốc Willis A. Lee, biểu dương trong mệnh lệnh lúc 12 giờ 47 phút. Lời cảnh báo sớm đưa ra bởi Alabama cho phép các tàu sân bay tung các máy bay tiêm kích của chúng ra đánh chặn máy bay đối phương đang đến ở một điểm an toàn cách xa Lực lượng Đặc nhiệm 58 đáng kể. Alabama tiếp tục tuần tra tại khu vực chung quanh Marianas để bảo vệ cho lực lượng Mỹ đổ bộ lên Saipan, hộ tống các tàu sân bay khi chúng không kích tàu bè, máy bay và các cơ sở tại Guam, Tinian, Rota và Saipan. Sau đó nó rút lui về quần đảo Marshalls để bảo trì.
Hoạt động như là soái hạm của Chuẩn Đô đốc E. W. Hanson, Tư lệnh Hải đội Thiết giáp hạm 9, Alabama rời Eniwetok ngày 14 tháng 7 trong thành phần đội đặc nhiệm được hình thành chung quanh chiếc tàu sân bay Bunker Hill. Nó hộ tống các tàu sân bay khi chúng tung các đợt không kích chuẩn bị và trực tiếp hỗ trợ cho cuộc đổ bộ lên đảo Guam vào ngày 21 tháng 7. Nó quay về Eniwetok một thời gian ngắn vào ngày 11 tháng 8, rồi lại lên đường vào ngày 30 tháng 8 hộ tống cho tàu sân bay Essex thực hiện Chiến dịch Stalemate II nhằm chiếm đóng Palau, Ulithi và Yap. Từ ngày 6 đến ngày 8 tháng 9, lực lượng này tung các đợt không kích lên quần đảo Carolinas.
Alabama rời Carolines hướng đến Philippines; hộ tống các tàu sân bay khi chúng không kích xuống các đảo Cebu, Leyte, Bohol và Negros từ ngày 12 đến ngày 14 tháng 9; được tiếp nối bằng các đợt không kích xuống tàu bè và căn cứ trong khu vực vịnh Manila trong các ngày 21 và 22 tháng 9; và sau đó là vào khu vực Trung Philippines vào ngày 24 tháng 9. Nó rút lui về Saipan một thời gian ngắn vào ngày 28 tháng 9, rồi hướng đến Ulithi vào ngày 1 tháng 10. Ngày 6 tháng 10, Alabama lên đường cùng Lực lượng Đặc nhiệm 38 hỗ trợ cho chiến dịch giải phóng Philippines, một lần nữa trong thành phần của lực lượng đặc nhiệm tàu sân bay nhanh. Chiếc thiết giáp hạm đảm trách vai trò bảo vệ các tàu sân bay khi chúng tung ra các đợt không kích vào các căn cứ Nhật Bản tại Okinawa, quần đảo Penghu và Đài Loan.
Rời khỏi khu vực Đài Loan vào ngày 14 tháng 10 hướng đến Luzon, chiếc thiết giáp hạm sử dụng dàn pháo phòng không mạnh mẽ hộ tống các tàu sân bay khi máy bay đối phương tìm cách tấn công vào đội hình. Xạ thủ trên chiếc Alabama đã bắn rơi ba máy bay đối phương và làm hư hại một chiếc khác. Đến ngày 15 tháng 10, Alabama hỗ trợ các hoạt động đổ bộ lên đảo Leyte. Sau đó nó hộ tống các tàu sân bay khi chúng thực hiện không kích lên Cebu, Negros, Panay, phía Bắc Mindanao và Leyte trong ngày 21 tháng 10.
Trong thành phần hộ tống cho chiếc tàu sân bay Enterprise, Alabama hỗ trợ các cuộc không kích xuống Lực lượng phía Nam Nhật Bản tại khu vự phụ cận eo biển Surigao, rồi sau đó di chuyển lên phía Bắc tấn công Lực lượng Trung tâm Nhật Bản mạnh mẽ đang hướng đến eo biển San Bernardino Strait. Sau khi nhận được thông báo về một lực lượng Nhật Bản thứ ba gồm các tàu sân bay xuất hiện, mà thực chất chỉ là con mồi để nhữ lực lượng Đồng Minh khỏi chiến trường chính, chiếc thiết giáp hạm đã hoạt động hộ tống cho lực lượng đặc nhiệm tàu sân bay nhanh khi chúng hướng đến mũi Engaño truy kích các tàu sân bay Nhật. Ngày 24 tháng 10, trong khi lực lượng tàu sân bay và thiết giáp hạm Mỹ theo đuổi con mồi trong Trận chiến ngoài khơi mũi Engaño và đánh chìm được bốn tàu sân bay Nhật Bản, lực lượng trung tâm dưới quyền chỉ huy của Phó Đô đốc Takeo Kurita đã vượt qua eo biển San Bernardino, xuất hiện tại vùng biển ngoài khơi đảo Samar, nơi chúng tấn công một lực lượng các tàu sân bay hộ tống Mỹ chỉ được bảo vệ bởi một nhóm nhỏ các tàu khu trục và tàu khu trục hộ tống. Alabama buộc phải quay mũi hướng về Samar giúp đỡ lực lượng Mỹ bị áp đảo về số lượng. Tuy nhiên, hạm đội Nhật Bản đã rút lui qua khỏi eo biển San Bernardino trước khi nó quay về đến chiến trường. Sau đó, chiếc thiết giáp hạm hộ tống cho đội đặc nhiệm tàu sân bay Essex tấn công các lực lượng Nhật tại miền Trung Philippines trước khi rút lui về Ulithi vào ngày 30 tháng 10 năm 1944 để được tiếp liệu.
Lại khởi hành vào ngày 3 tháng 11, Alabama bảo vệ các tàu sân bay nhanh khi chúng tung các cuộc tấn công vào các sân bay Nhật và các cơ sở trên đảo Luzon chuẩn bị cho cuộc đổ bộ lên đảo Mindoro. Nó trải qua vài tuần lễ sau đó tham gia các chiến dịch chống lại Visayas và Luzon trước khi rút lui về Ulithi vào ngày 24 tháng 11.
Trong nữa đầu của tháng 12 năm 1944, Alabama tham gia nhiều cuộc tập trận và thực hiện các bảo trì cần thiết. Nó rời Ulithi ngày 10 tháng 12, đi đến vị trí xuất phát các cuộc không kích nhắm vào Luzon ngày 14 tháng 12, khi các tàu sân bay tung máy bay của chúng ra thực hiện các cuộc không kích chuẩn bị xuống các sân bay tại Luzon có thể đe dọa cuộc đổ bộ được dự định thực hiện tại Mindoro. Từ ngày 14 đến ngày 16 tháng 12, ưu thế trên không bởi máy bay từ các tàu sân bay bên trên các sân bay trong khu vực Luzon đã ngăn trở mọi máy bay đối phương có thể cất cánh để thách thức các đoàn tàu vận tải Đồng Minh đang hướng đến Mindoro. Sau khi hoàn tất các nhiệm vụ, nó rời khu vực để được tiếp nhiên liệu vào ngày 17 tháng 12, nhưng khi nó đi đến điểm hẹn tiếp nhiên liệu thời tiết trở nên rất xấu. Lúc bình minh ngày 18 tháng 12, biển động mạnh và thời tiết rất xấu khiến cho việc tiếp nhiên liệu không thể thực hiện, vận tốc gió lên đến 93 km/h (50 knot) khiến các con tàu bị chao đảo mạnh. Alabama chịu đựng những cú chao nghiêng lên đến 30o, khiến cả hai chiếc thủy phi cơ OS2U Kingfisher bị hư hại đến mức hoàn toàn không sửa chữa được nữa, và bản thân chiếc thiết giáp hạm cũng bị hư hại nhẹ về cấu trúc thân tàu. Vào lúc cao điểm của trận bão, Alabama ghi nhận sức gió lên đến 154 km/h (83 knot). Ba tàu khu trục Hull, Monaghan và Spence bị mất trong trận bão này. Sang ngày 19 tháng 12, cơn bão đã qua đi và Alabama có thể quay về Ulithi vào ngày 24 tháng 12. Sau một chặng dừng ngắn tại đây, chiếc thiết giáp hạm tiếp tục hướng đến xưởng hải quân Puget Sound để được đại tu.

#### 1945
Chiếc thiết giáp hạm vào ụ tàu ngày 18 tháng 1 năm 1945, và ở lại đây cho đến ngày 25 tháng 2. Công việc bảo trì tiếp tục cho đến ngày 17 tháng 3, khi Alabama lên đường chạy thử máy và huấn luyện ôn tập dọc theo bờ biển Nam California. Ngày 4 tháng 4, nó khởi hành đi Trân Châu Cảng, đến nơi vào ngày 10 tháng 4 và ở lại một tuần thực tập huấn luyện. Nó lại tiếp tục hành trình về phía Ulithi và thả neo tại đây vào ngày 28 tháng 4.
Alabama rời Ulithi cùng Lực lượng Đặc nhiệm 58 vào ngày 9 tháng 5, hướng đến quần đảo Ryukyu để hỗ trợ cho lực lượng đã đổ bộ lên Okinawa vào ngày 1 tháng 4, và cũng để bảo vệ các tàu sân bay nhanh khi chúng tung ra các đợt không kích xuống các căn cứ đối phương tại Ryukyus và trên đảo Kyūshū. Vào ngày 14 tháng 5, nhiều máy bay Nhật đã lọt qua được hàng rào tuần tra chiến đấu trên không tiếp cận các tàu sân bay, trong đó một chiếc đã đâm bổ vào soái hạm của Đô đốc Mitscher. Hỏa lực phòng không của Alabama đã bắn rơi được hai máy bay đối phương và hỗ trợ cho việc bắn rơi hai chiếc khác.
Trong các ngày 4 và 5 tháng 6, Alabama chịu đựng một cơn bão và chỉ bị thiệt hại nhẹ, trong khi chiếc tàu tuần dương Pittsburgh bị mất mũi tàu. Sau đó chiếc tàu chiến cùng với các thiết giáp hạm nhanh khác tiến hành nả pháo xuống hòn đảo Nhật Bản Minami Daito Shima vào ngày 10 tháng 6, rồi hướng đến vịnh Leyte vào cuối tháng 6 chuẩn bị tấn công thẳng vào chính quốc Nhật Bản cùng với các đơn vị khác của Đệ Tam hạm đội.
Vào ngày 1 tháng 7, Alabama cùng các đơn vị khác của Hạm đội 3 lên đường nhắm đến các đảo chính quốc Nhật Bản. Trong suốt tháng 7, Alabama tiến hành các cuộc tấn công vào các mục tiêu tại khu công nghiệp Tokyo và các điểm khác tại Honshū, Hokkaidō, và Kyūshū. Vào đêm 17 và 18 tháng 7, Alabama cùng các thiết giáp hạm nhanh khác trong đội đặc nhiệm đã tiến hành đợt bắn phá ban đêm lần đầu tiên nhắm vào sáu nhà máy công nghiệp quan trọng tại khu vực Hitachi-Mito trên đảo Honshū, khoảng 13 km (8 dặm) về phía Đông Bắc Tokyo. Có mặt bên trên chiếc Alabama để thị sát các hoạt động trên là Chuẩn Đô đốc hồi hưu Richard Byrd, nhà thám hiểm Bắc Cực lừng danh.
Ngày 9 tháng 8, Alabama chuyển một đội chăm sóc y tế sang tàu khu trục Ault, để sau đó được chuyển sang tàu khu trục Borie. Chiếc này đang làm nhiệm vụ cảnh giới radar từ xa, khi bị một máy bay tấn công cảm tử kamikaze Nhật Bản đánh trúng vào ngày hôm đó, và cần những sự trợ giúp y tế ngay lập tức.
Căn cứ vào tài liệu được lưu trữ, chiếc thiết giáp hạm đã bắn trên 1.250 quả đạn pháo 406 mm (16 inch) vào các mục tiêu đối phương trong các chiến dịch hỗ trợ, bắn rơi 22 máy bay đối phương và chưa hề phải chịu thiệt hại nào do hành động của đối phương. Alabama chỉ chịu 5 thương vong trong cuộc chiến, nhưng do một tai nạn bắn nhầm từ một khẩu đội vào một khẩu đội khác trên tàu.

### Sau chiến tranh
Chiến tranh kết thúc đang khi Alabama còn đang ngoài biển, hoạt động ngoài khơi bờ biển phía Nam đảo Honshū. Ngày 15 tháng 8 năm 1945, nó nhận được tin Nhật Bản chấp thuận đầu hàng. Trong cuộc chiếm đóng ban đầu xuống khu vực Yokosuka-Tokyo, Alabama đưa lên bờ các đội Thủy quân Lục chiến và thủy thủ cho các nhiệm vụ tạm thời, là một trong số các đơn vị đổ bộ đầu tiên. Chiếc thiết giáp hạm còn tiếp tục hộ tống các tàu sân bay khi chúng thực hiện các phi vụ trinh sát nhằm tìm kiếm các trại tập trung tù binh chiến tranh.
Alabama tiến vào vịnh Tokyo ngày 5 tháng 9 để nhận lại những người phục vụ tạm thời trên bờ, rồi nó rời vùng biển Nhật Bản vào ngày 20 tháng 9. Tại Okinawa, nó nhận lên tàu 700 người, chủ yếu là thành viên các tiểu đoàn công binh hải quân ("Seabee"), như một phần của Chiến dịch Magic Carpet. Nó về đến San Francisco ngày 15 tháng 10, và trong dịp lễ hội Ngày Hải quân 27 tháng 10 đã đón 9.000 khách. Sau đó Alabama chuyển đến San Pedro, California vào ngày 29 tháng 10, và ở lại đó cho đến ngày 27 tháng 2 năm 1946, khi nó khởi hành hướng đến xưởng hải quân Puget Sound để đại tu. Alabama được cho ngừng hoạt động vào ngày 9 tháng 1 năm 1947 tại Seattle, và được phân về Đội Bremerton thuộc Hạm đội Dự bị Thái Bình Dương. Nó tiếp tục ở lại đó cho đến khi được rút khỏi danh sách Đăng bạ Hải quân vào ngày 1 tháng 6 năm 1962.

## Phần thưởng
Alabama được tặng thưởng chín Ngôi sao Chiến đấu do thành tích hoạt động trong Chiến tranh Thế giới thứ hai. Đang chú ý là chiếc tàu chiến đã không bị mất đi người nào trong hoạt động chiến đấu cùng đối phương, và có được cái tên lóng "Lucky A" (A may mắn).

## Tàu bảo tàng

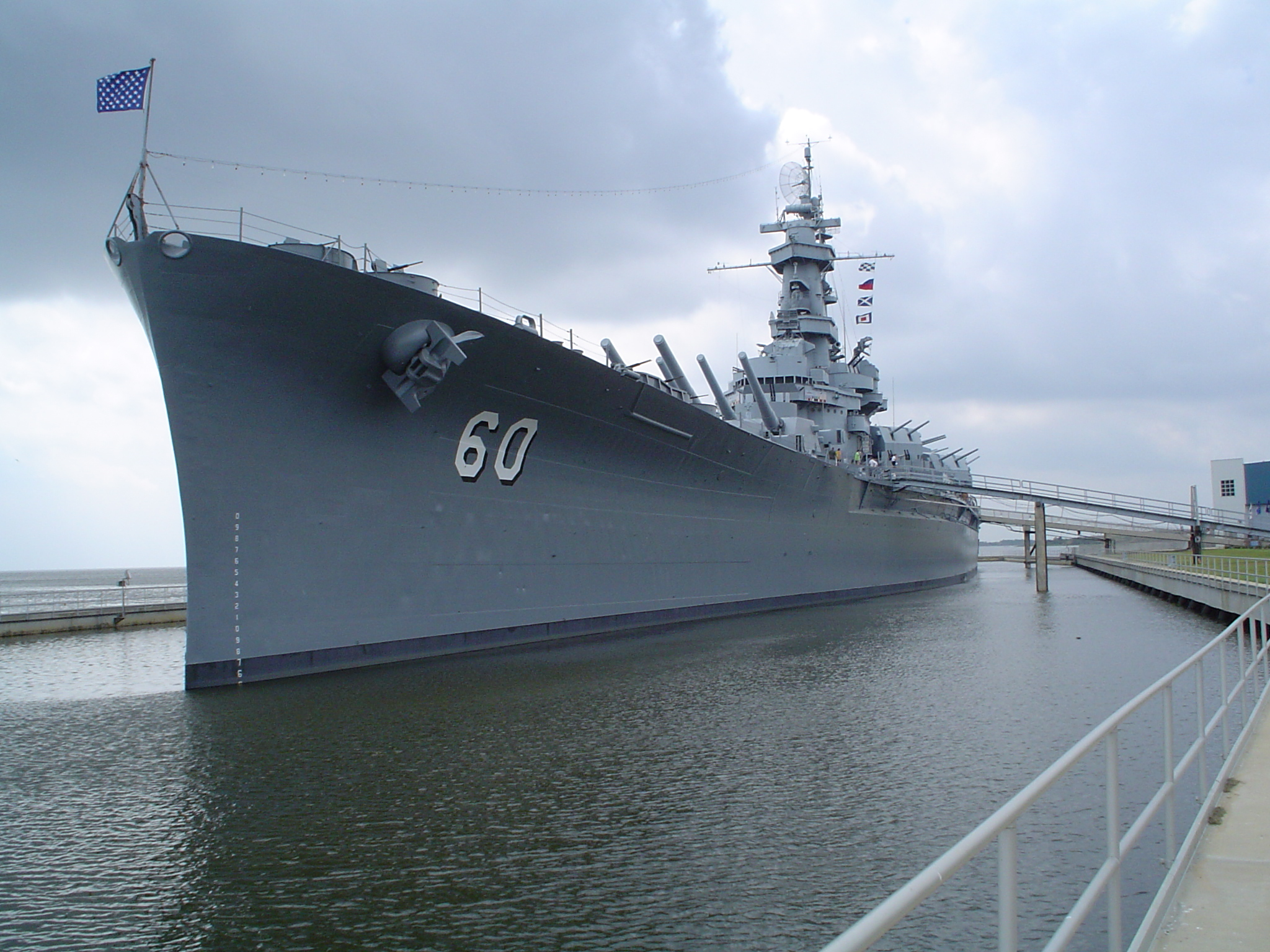
USS Alabama tại nơi neo đậu vĩnh viễn.

Công dân của tiểu bang Alabama đã thành lập "Ủy ban thiết giáp hạm USS Alabama" nhằm gây quỹ cho việc bảo tồn Alabama như một tàu bảo tàng nhằm tưởng niệm những người đã phục vụ trong Chiến tranh Thế giới thứ hai. Trong đó, đáng chú ý là có gần 100.000 Đô-la được quyên góp bởi trẻ em học sinh Alabama hầu hết dưới dạng tiền lẻ; và tổng cộng có gần 1 triệu Đô-la đã được quyên góp từ các công ty và tổ chức. Con tàu được chính thức trao cho tiểu bang vào ngày 7 tháng 7 năm 1964 trong một buổi lễ tổ chức tại Seattle. Sau đó Alabama được kéo về bến neo đậu vĩnh viễn tại Battleship Memorial Park, Mobile, Alabama, về đến vịnh Mobile vào ngày 14 tháng 9 năm 1964, và mở cửa như một tàu bảo tàng vào ngày 9 tháng 1 năm 1965. Đến năm 1969 có thêm chiếc tàu ngầm USS Drum cùng gia nhập và được cho neo đậu phía sau Alabama cho đến khi nó bị hư hại trong trận bão Georges, khiến phải chuyển sang một điểm trưng bày trên bờ.
Alabama được công nhận là một Di tích Lịch sử Quốc gia vào năm 1986.

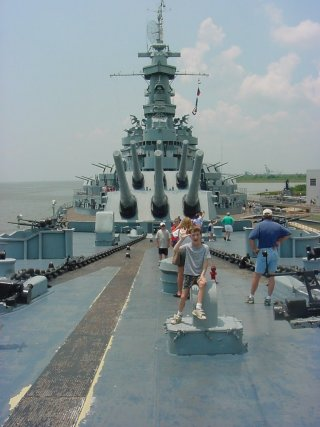
Bảo tàng USS Alabama tại Mobile, Alabama.

Du khách được phép viếng thăm bên trong các tháp pháo chính và tháp súng phòng không. Hầm thuốc súng của pháo chính được mở ra cho khách tham quan bằng cách cắt những lỗ và đặt thang dẫn vào. Giường ngũ của cầu thủ bóng chày nổi tiếng Bob Feller được đánh dấu trong chuyến tham quan. Feller từng phục vụ nhiều năm trên chiếc Alabama trong Thế Chiến II.
Trong những năm gần đây, Alabama thỉnh thoảng đã được sử dụng làm những nơi trú bão. Trong cơn bão Katrina, trong khi gia đình của 18 nhân viên làm việc cho bảo tàng Alabama đang trú ẩn trên tàu, chiếc thiết giáp hạm chịu đựng những hư hại làm nó bị nghiêng 8 độ sang mạn trái, và bị xô lệch khỏi nơi neo đậu vĩnh viễn. Thêm vào đó, cánh trưng bày máy bay bị hư hại nặng, và ba trong số máy bay trưng bày bị phá hủy. Vào cuối năm 2005, những thiệt hại được ước lượng vượt quá bốn triệu Đô-la. Bảo tàng đã được mở cửa trở lại vào ngày 9 tháng 1 năm 2006, khi con tàu vẫn còn bị nghiêng 3 độ và vẫn còn đang trong quá trình sửa chữa. Các gian triển lãm thiết giáp hạm, tàu ngầm và máy bay đã đều được mở.

## Xuất hiện trong văn hóa đại chúng
Cho dù các hoạt động được giả định đã xảy ra trên chiếc thiết giáp hạm Missouri (BB-63) và hình ảnh của chiếc tàu chiến này xuất hiện trên một số cảnh, thực ra chính chiếc Alabama đã được sử dụng để quay hầu hết các cảnh trên tàu trong bộ phim Under Siege năm 1992.